# Jasminbaum
Der Jasminbaum (Millingtonia hortensis), auch Indischer Korkbaum genannt, ist die einzige Art der Pflanzengattung Millingtonia in der Familie der Trompetenbaumgewächse (Bignoniaceae).

## Beschreibung

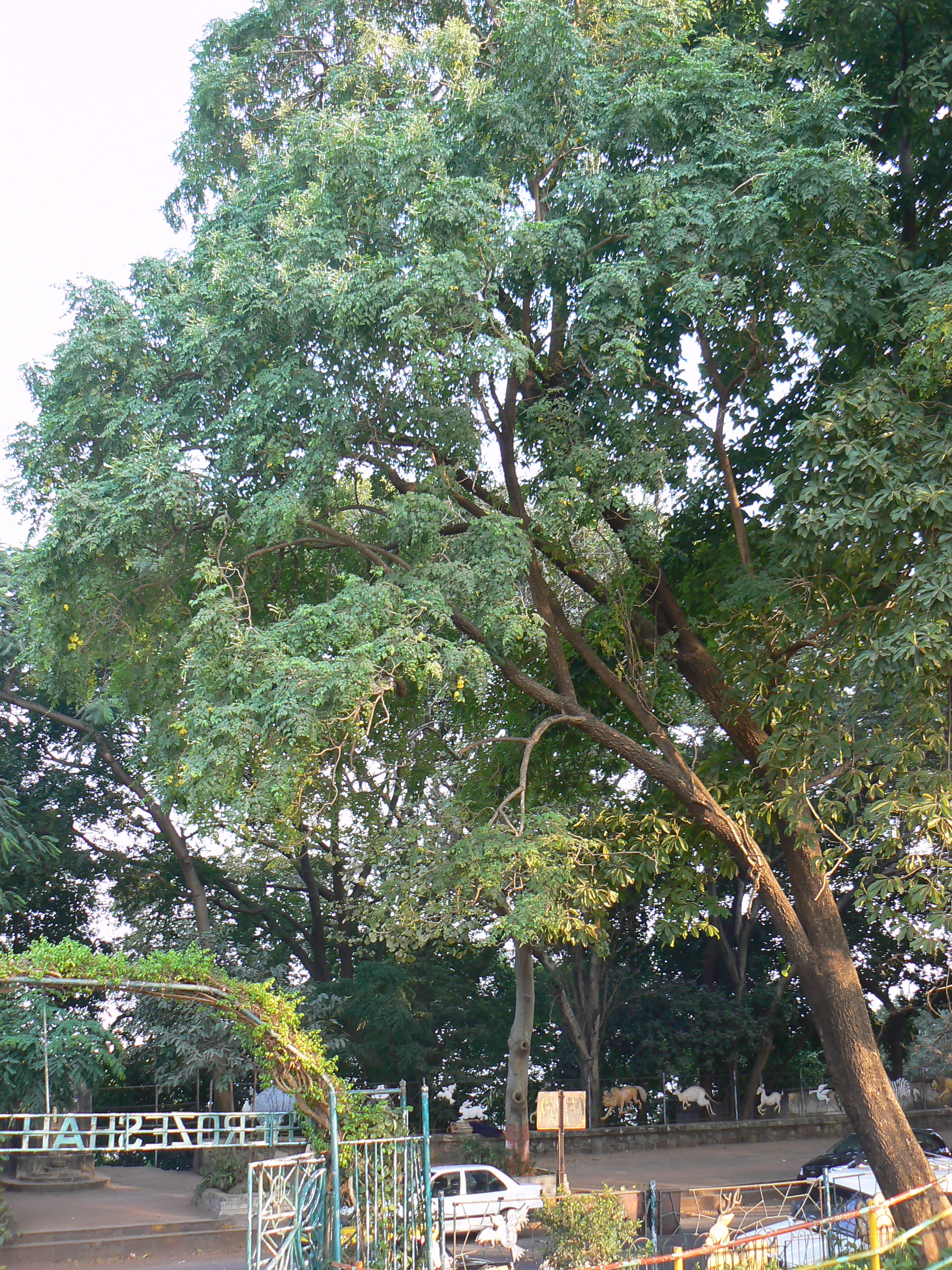
Habitus

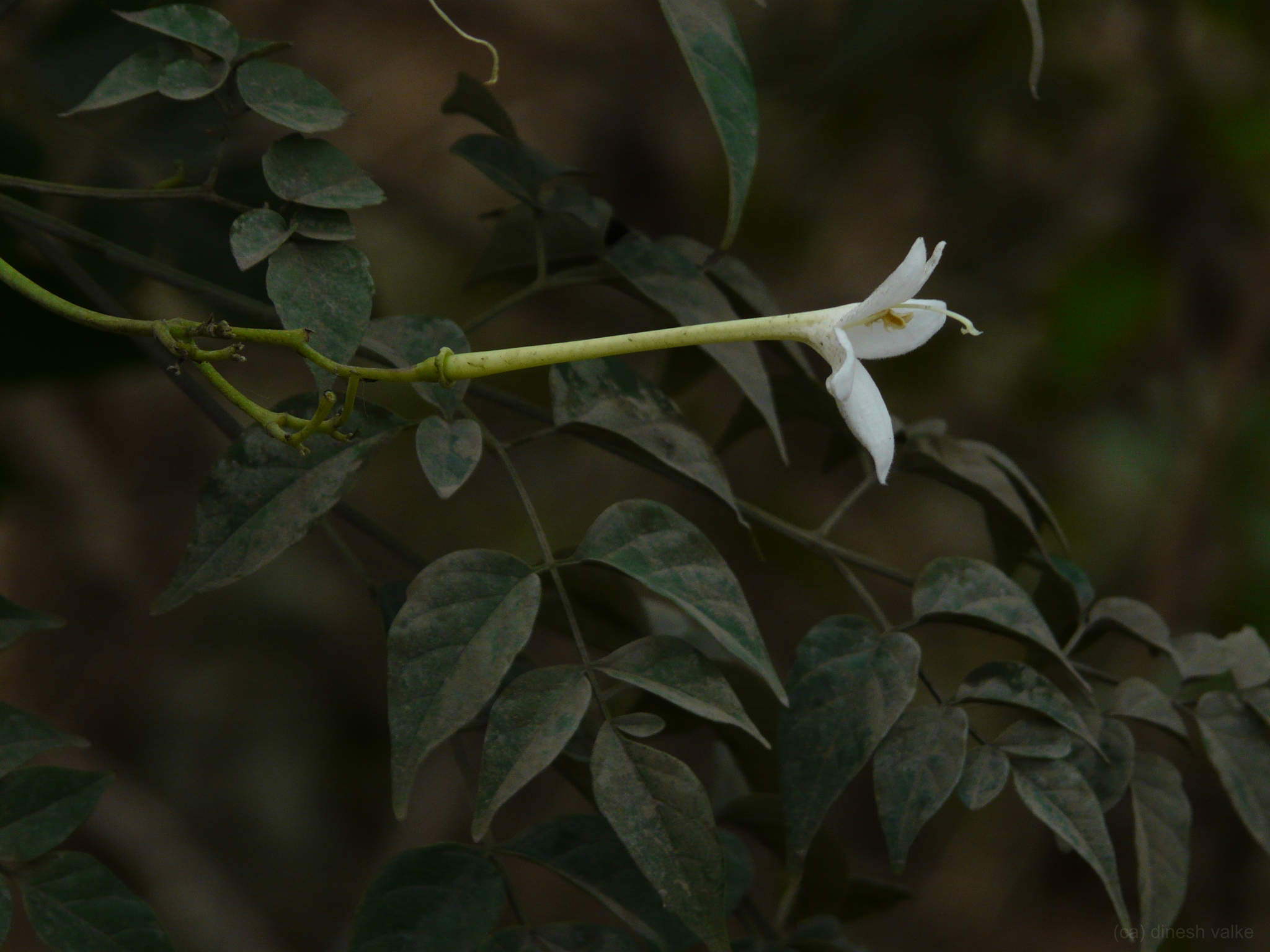
Laubblätter und Blüten mit der langen Kronröhre

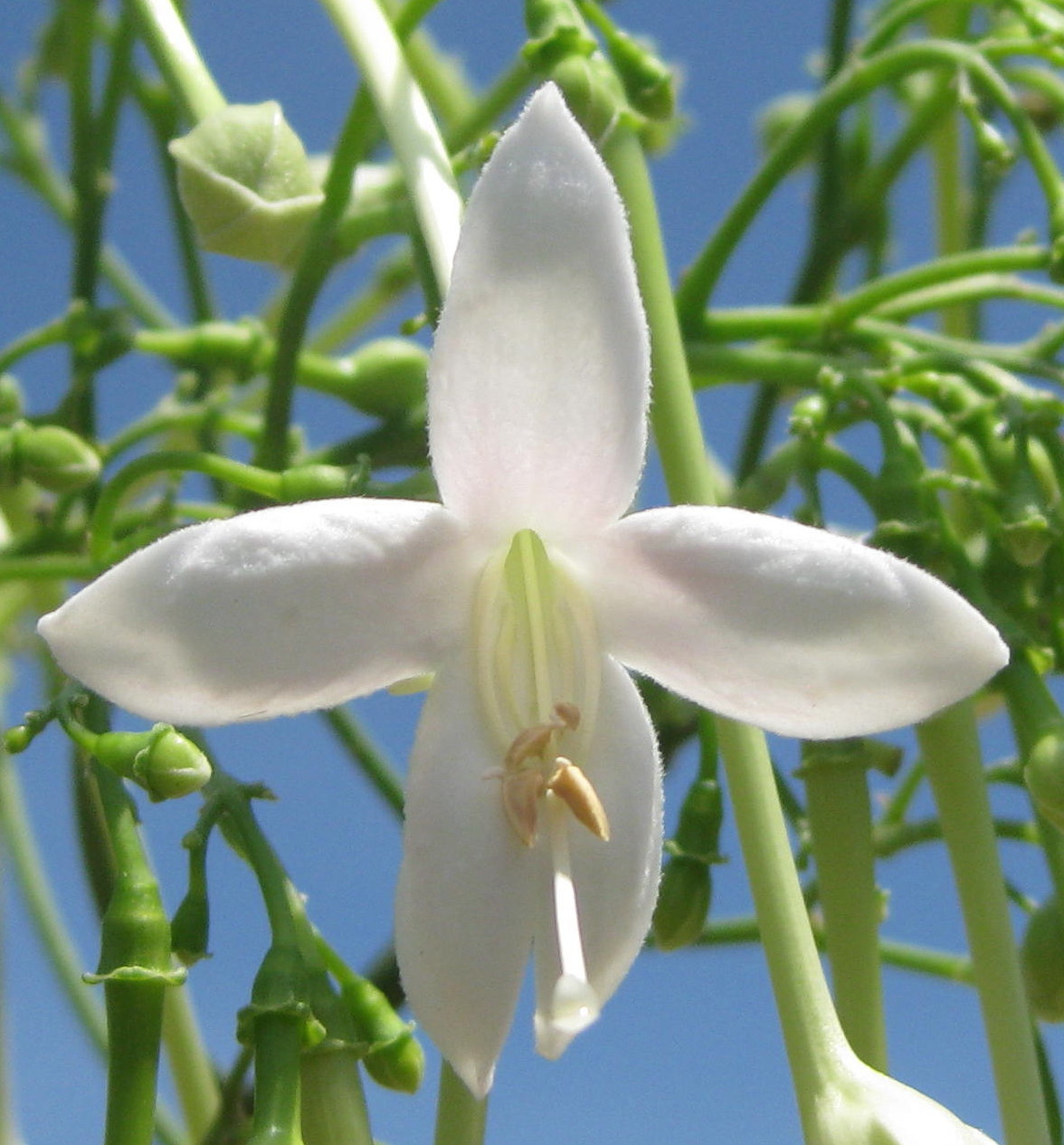
Blüte im Detail

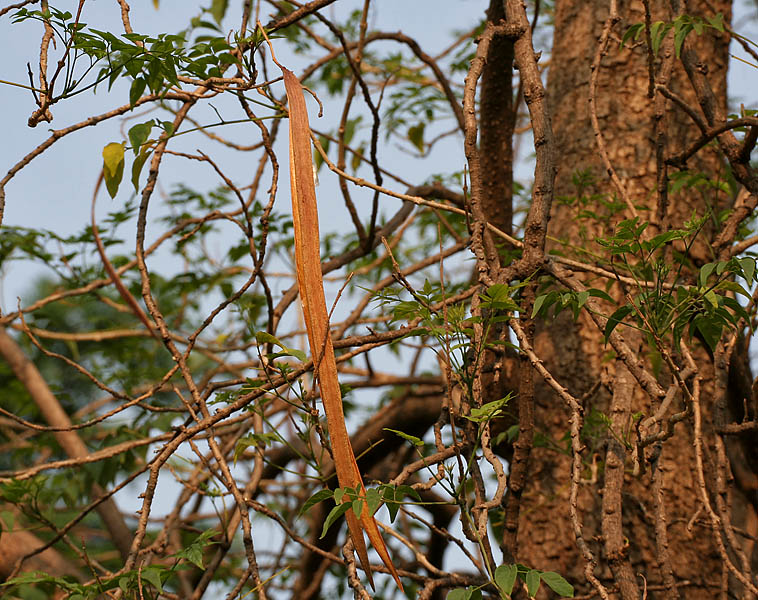
Frucht

### Vegetative Merkmale
Der Jasminbaum wächst als Baum und erreicht Wuchshöhen von 8 bis 25 Metern.
Die gegenständig angeordneten Laubblätter sind in Blattstiel und -spreite gegliedert. Der Blattstiel ist etwa 1 cm lang. Die zwei- bis dreifach fiedrig geteilte Blattspreite ist 40 bis 100 cm lang. Die Teilblättchen sind ganzrandig, meist 5 bis 7 (selten nur 2) cm lang und 1,5 bis 4 cm breit. Die Basis ist gerundet und schräg, die Spitze ist zugespitzt. Auf jeder Seite der Hauptachse der Blättchen stehen vier bis fünf Seitenadern.

### Generative Merkmale
Die endständigen, zymösen rispigen Blütenstände weisen einen Durchmesser von etwa 25 cm auf. Die Blütenstandsschäfte sind mit einer blass gelben Behaarung versehen. Die Hoch- und Tragblätter werden abgeworfen. Die blass-gelben behaarten Blütenstiele sind schlank und etwa 1 cm lang.
Die zwittrigen Blüten sind zygomorph und fünfzählig mit doppelter Blütenhülle. Der geschwungen gelappte Kelch ist klein, becherförmig, und 2 bis 4 mm lang und breit. Die fünf Kronblätter sind zu einer schmalen und mit einer Länge von 3 bis 7 cm langen Kronröhre verwachsen, die an ihrer Basis einen Durchmesser von nur 2 bis 3 mm aufweist. Die weiße Krone ist zweilippig. Die Oberlippe ist zweilappig und die Unterlippe dreilappig. In der Knospe sind die Kronlappen kreisförmig, zur Anthese bei einer Länge von 1 bis 2 cm eiförmig-lanzettlich. Entlang des Randes sind die Kronlappen auf der Oberseite dicht flaumig behaart. Die vier Staubblätter sind in zwei verschiedenen Größen relativ weit oben in der Kronröhre inseriert. Die Staubbeutel bestehen aus einer ellipsoiden, fertilen Theca, die zweite Theca ist zu einem geschwänzten Anhang verkümmert. Neben den Staubblättern wird ein steriles Staminodium gebildet. Der Diskus ist ringförmig-becherförmig. Der sitzende, eiförmige Fruchtknoten ist kahl und enthält eine große Anzahl an Samenanlagen, die in vier Reihen stehen. Der relativ lange Griffel endet in einer zungenförmigen, abgeflachten, zweilappige Narbe, die leicht über die Krone hinausragt.
Die scheidewandspaltig aufspringenden Kapselfrüchte sind bei einer Länge von 30 bis 35 cm und einem Durchmesser von 1 bis 1,5 cm lang-linealisch und abgeflacht und enthalten viele Samen in einigen Reihen. Die kleinen Samen sind scheibenförmig, länglich und abgeflacht. Einschließlich des sie umgebenden, häutigen und durchscheinenden Flügels haben sie eine Größe von 1,5 bis 3,5 × 1 bis 1,5 cm.
Die Chromosomenzahl beträgt 2n = 30.

## Vorkommen
Millingtonia hortensis ist im südlichen Yunnan, Kambodscha, Laos, Myanmar, Thailand und in Vietnam verbreitet. Sie wächst in Yunnan an Berghängen in Höhenlagen von 500 bis 1200 Metern. Millingtonia hortensis wird häufig in Pakistan, Indien, Indonesien und Malaysia kultiviert.

## Systematik
Die Gattung Millingtonia wurde 1782 durch Carl von Linné dem Jüngeren in Supplementum Plantarum, Seiten 45 aufgestellt und er hat darin die Art Millingtonia hortensis auf Seite 291 erstbeschrieben. Der Gattungsname Millingtonia ehrt den britischen Arzt und Botaniker Thomas Millington (1628–1704). Synonyme für Millingtonia hortensis L.f. sind: Bignonia suberosa Roxb. nom. superfl., Nevrilis suberosa Raf. nom. superfl., Bignonia hortensis (L.f.) Oken, Bignonia azedarachta J.Koenig, Bignonia cicutaria J.Koenig ex Mart., Millingtonia dubiosa Span.